# ITTF 명예의 전당
이 페이지에는 1993년에 설립된 ITTF 명예의 전당(ITTF Hall of Fame)에 입성한 회원들을 국제 탁구 연맹이 관리하는 공식 명예의 전당에 등재된 순서대로 나열되어 있다. ITTF 명예의 전당에는 탁구 선수와 임원이 모두 포함된다.
ITTF 명예의 전당에 오르려면 선수는 탁구 세계 선수권 대회, 올림픽 게임, 패럴림픽 게임에서 최소 5개의 금메달을 획득해야 한다.